# Jean Marcel Arsène Oudin
Pour les articles homonymes, voir Oudin.

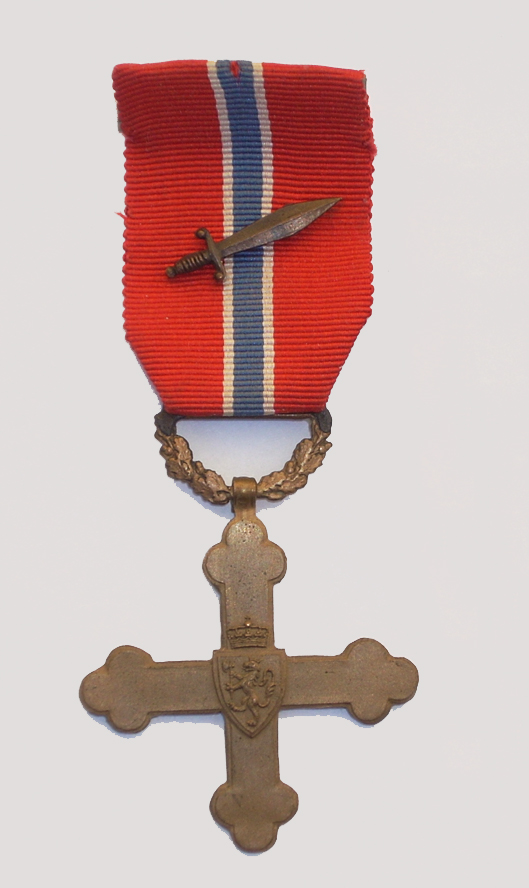
La croix de guerre norvégienne avec glaive

Jean Marcel Arsène Oudin, né à Vandy, Ardennes  le 3 juin 1907 et mort à Lyon le 18 février 1975, est un militaire français.

## Biographie
Entré dans la Marine nationale en 1926, il participe à la Seconde Guerre mondiale. En 1940, il est officier sur le contre-torpilleur de la classe Guépard Bison. Le Bison est coulé le 3 mai 1940 par un stuka, lors des opérations d'évacuation des forces alliées en Norvège centrale,,. Oudin est l'officier de commande au moment de l'attaque allemande et l'officier le plus gradé parmi les survivants, qui sont évacués vers Scapa Flow. En 1946, Oudin reçoit la croix de guerre norvégienne avec glaive,.